# Aristotle e Dante scoprono i segreti dell'universo
Aristotle e Dante scoprono i segreti dell'universo (Aristotle and Dante Discover the Secrets of the Universe) è un romanzo di formazione per ragazzi dello scrittore e poeta statunitense Benjamin Alire Sáenz.

## Trama
Il romanzo, le cui vicende si svolgono durante l'anno 1987, è ambientato nella città di El Paso; lì vive Aristotele Mendoza, soprannominato Ari, un ragazzo di quindici anni solitario, di poche parole e senza amici. Aristotele abita con i genitori; ha due sorelle, che essendo molto più grandi vivono fuori casa da tanto tempo, e un fratello maggiore che si trova in prigione e del quale i genitori hanno intenzione di cancellare ogni traccia, nascondendo i ricordi che hanno di lui e rifiutandosi di parlare del ragazzo.
Un giorno Aristotele, per distrarsi, decide di andare in piscina nonostante non sappia nuotare. Mentre si trova in acqua un ragazzo si avvicina a lui e si offre di insegnargli a nuotare. In questo modo Aristotele conosce Dante Quintana, un ragazzo solare, gentile e molto loquace; nonostante i caratteri completamente opposti, i due fanno subito amicizia e diventano inseparabili. Dante inizia a farsi strada nella vita di Aristotele, diventando il suo unico amico e la persona con la quale Aristotele può essere davvero sé stesso. Dall'altro lato, Aristotele è l'unica persona a cui Dante mostra le proprie insicurezze. Nonostante le numerose difficoltà che dovranno superare, il loro legame diventerà sempre più stretto e l'amicizia si trasformerà in amore. I due personaggi quindi si troveranno ad affrontare un complesso percorso introspettivo, che li porterà alla scoperta e all'accettazione della propria omosessualità.

## Personaggi

### Personaggi principali

#### Famiglia Mendoza
- Aristotle Mendoza è il protagonista del libro e amico con Dante Quintana che diventerà il suo fidanzato.
- Lilianna Mendoza è la madre di Aristotle e dei suoi fratelli. È una donna comprensiva e amorevole ed è un'insegnante presso un istituto superiore.
- Jaime Mendoza è il padre di Aristotle e dei suoi fratelli. Non parla quasi mai poiché soffre di disturbo post traumatico da stress, conseguenza dei combattimenti nella guerra del Vietnam. Lavora come postino.
- Bernardo Mendoza è il fratello di Aristotle. Si trova in prigione e per questo la famiglia si rifiuta di parlare di lui.
- Sylvia e Cecelia Mendoza sono gemelle e sono le sorelle maggiori di Aristotle.

#### Famiglia Quintana
- Dante Quintana è il ragazzo che Aristotle incontra in piscina. Diventerà inizialmente, il migliore amico del protagonista.
- Sam Quintana è il padre di Dante. Lavora come professore universitario e scrittore.
- Soledad Quintana è la madre di Dante.

### Personaggi secondari
- Gina Navarro è una compagna di scuola di Aristotle.
- Susie Byrd è una compagna di scuola di Aristotle e la migliore amica di Gina.
- Ileana è una ragazza con la quale il protagonista è uscito qualche volta. Quando lei non si fa più vedere, Aristotle scopre che la ragazza è rimasta incinta del suo fidanzato, membro di una gang, e che i due stanno per sposarsi.

## Tematiche
I temi principali del romanzo sono quello della ricerca della propria identità e quello della scoperta e accettazione della propria sessualità.
Un'altra delle tematiche principali è  la difficoltà che i protagonisti, in particolare Dante, trovano nell'identificarsi sia nella cultura americana che in quella messicana: essendo nati negli Stati Uniti da famiglie provenienti dal Messico, i due ragazzi a volte sentono di non avere una vera e propria identità culturale e di essere o "troppo americani" o "troppo messicani".
Inoltre, vengono affrontati anche altri argomenti quali la complessità e la fragilità dei legami familiari, l'importanza dell'amicizia, la violenza e l'omofobia.

## Accoglienza
Aristotele e Dante scoprono i segreti dell'universo ha riscosso subito molto successo sia dal punto di vista del pubblico, sia da quello della critica che 
l'ha accolto positivamente, tessendone le lodi all'interno delle recensioni ricevute sia da parte di critici letterari, sia da parte di altri autori.
Il periodico statunitense “Publishers Weekly”, specializzato nella pubblicazione di libri e best seller ha descrive il romanzo come “Una delicata ed onesta esplorazione della propria identità e sessualità, che ci ricorda che l'amore, sia romantico che familiare, dovrebbe essere libero e senza vergogna”.
Una recensione sul quotidiano inglese “The Guardian” l'ha definito invece come “Una dimostrazione che illustra che bisogna agire attraverso i fatti, non solo con le parole”.
La rivista americana “Kirkus Reviews”, che si occupa di recensioni di libri, scrive a proposito: “Il ritmo meticoloso e i personaggi presentati in tutte le loro sfumature, sottolineano l'abilità dell'autore di scrivere una prosa in grado di evidenziare le difficoltà delle relazioni”.
In un'intervista al giornale americano “Pioneer Press”, Sáenz ha spiegato che secondo lui, il successo del suo romanzo è dovuto al fatto che quella del protagonista è una storia, fatta di cambiamenti e difficoltà della crescita, nella quale molte persone riescono a riconoscersi.

## Riconoscimenti
Dato il successo dal punto di vista critico, il romanzo di Sáenz ha ottenuto numerosi riconoscimenti a livello nazionale:
- ALA Michael L. Printz Award - Honor Book: 2013[5]
- School Library Journal - Best Books of the Year
- ALA Notable Children's Books
- Lambda Literary Award - sezione "LGBT Children's/Young Adult": 2013[6]
- Abraham Lincoln Book Award - Master List (IL)
- Bank Street - Best Books of the Year
- Oregon Battle of the Books List
- Pennsylvania Young Reader's Choice Award - Nominee
- Texas Tayshas High School Reading List
- Garden State Teen Book Award - Nominee (NJ)
- Nutmeg Children's Book Award - Nominee (CT)
- Florida Teens Read Master List
- Eliot Rosewater HS Bk Awd (IN)
- Volunteer State Book Award Master List (TN)
- Virginia Readers’ Choice Award Master List
- Americas Award Commended Title
- Black Eyed Susan Book Award Master List (MD)
- Pura Belpre Award
- The Flume: New Hampshire Teen Reader's Choice Award - Nominee
- Kirkus - Best Young Adult Book
- ALA/YALSA - Best Fiction for Young Adults - Top Ten
- Arkansas Teen Book Award Master list
- ALA Stonewall Award - Winner
- CA Westchester Fiction Award - Winner
- MSTA Reading Circle List
- Spirit of Texas Book Award Reading List
- CA Teachers Assoc. Read Across America Reading List

## Edizioni
L'edizione originale del libro è stata pubblicata il 21 febbraio del 2012, dalla casa editrice statunitense Simon & Schuster. La copertina è stata realizzata da Chloë Foglia.
In Italia il romanzo è stato pubblicato, invece, nel 2015 nella traduzione di Aurelia Martelli per Loescher, solo tuttavia in edizione scolastica dotata di appositi apparati.
Oltre all'italiano, il libro è stato tradotto in molte altre lingue, vendendo più di 500 000 copie, replicando il successo ottenuto in patria.
Qui di seguito vengono riportate le varie edizioni tradotte.
- Polacco: traduzione di Agnieszka Skowron, Inne zasady lata, Poznań, Media Rodzina, 2013, ISBN 9788363682040
- Portoghese: traduzione di Clemente Pereira, Aristóteles e Dante Descobrem os Segredos do Universo, San Paulo, Editora Seguinte, 2014, ISBN 9788565765350
- Tedesco: traduzione di Brigitte Jakobeit, Aristoteles und Dante entdecken die Geheimnisse des Universums , Stoccarda, Thienemann 2014, ISBN 9783522201926
- Ceco: traduzione di Světlana Ondroušková, Tomáš Kropáček, Aristoteles a Dante odhalují záhady vesmíru , Praga, CooBoo, 2015, ISBN 9788075440051
- Ungherese: traduzione di Dorottya Benedek, Aristotle és Dante a világmindenség titkainak nyomában, Seghedino, Könyvmolyképző, 2015, ISBN 9789633993255
- Rumeno: traduzione di Ciprian Şiulea, Aristotel și Dante descoperă secretele universului, Bucarest, Trei, 2015, ISBN 9786067193831
- Francese: traduzione di Hélène Zilberait, Aristote et Dante découvrent les secrets de l'Univers, Parigi, Pocket Jeunesse, 2015, ISBN 9782266253550
- Svedese: traduzione di Emö Malmberg, Livets outgrundliga mysterier, Stoccolma, Gilla Böcker, 2015, ISBN 9789186634650
- Spagnolo: traduzione di Sonia Verjovsky Paul, Aristóteles y Dante descubren los secretos del universo, Barcellona, Planeta, 2015, ISBN 9789504947554
- Slovacco: traduzione di Martin Petrovický, Aristoteles a Dante spoznávajú svet a tajomstvá vesmíru, Bratislava, SLOVART, 2016, ISBN 9788055614052
- Ebraico: traduzione di Meira Firon, ארי ודנטה מגלים את סודות היקום, Tel Aviv, Yedioth, 2016, ISBN 9789655640212
- Serbo: traduzione di Dušica Bradonjić, Aristotel i Dante otkrivaju tajne univerzuma, Belgrado, Publik Prakticum, 2017, ISBN 9788660354862
- Bulgaro: traduzione di Деница Райкова, Аристотел и Данте откриват тайните на Вселената, Sofia, Deja Books, 2017, ISBN 9789542823315
- Olandese: traduzione di Aimée Warmerdam, Aristoteles en Dante ontdekken de geheimen van het universum, Utrecht, Blossom Books, 2017,  ISBN 9789463490139
- Turco: traduzione di Çiçek Ağgez, Aristo ve Dante Evrenin Sırlarını Keşfediyor, Istanbul, DEX, 2017, ISBN 9786050943368
- Danese: traduzione di Elizabeth Kiertzner, Aristoteles og Dante opdager universets hemmeligheder, Copenaghen, CarlsenPuls, 2018, ISBN 9788711697948
- Tailandese: traduzione di ภัทร์ วิรุจน์ผล, ห้วงรักจักรวาลใจ, Bangkok, คลาสแอคท์ (Classact Publishing), 2018, ISBN 9786168110096
- Russo: traduzione di Анастасия Кузнецова, Аристотель и Данте открывают тайны Вселенной, San Pietroburgo, Popcorn Books, 2019, ISBN 9785604072134
- Catalano: traduzione di Maria Climent, Aristòtil i Dante descobreixen els secrets de l'univers, Barcellona, L'Altra Tribu, ISBN 9788412006933

## Audiolibro
Nel 2013, la casa editrice Simon & Schuster ha rilasciato su Audible la versione audiolibro del romanzo, narrata dall'attore Lin-Manuel Miranda.
Anche l'audiolibro ha ottenuto diverse recensioni positive, tra cui quella del periodico “Publishers Weekly” che, oltre ad elogiare la straordinaria capacità del narratore nell'interpretare il personaggio di Dante, riuscendo ad esprimere tutta la sua vivacità e spensieratezza, dichiara che la performance di Miranda cattura perfettamente l'essenza del libro e garantisce che gli ascoltatori riusciranno davvero a empatizzare con i personaggi durante il viaggio verso la scoperta di sé stessi.

## Sequel
Nel 2016, attraverso Twitter, l'autore ha annunciato che avrebbe iniziato a lavorare al sequel di Aristotele e Dante scoprono i segreti dell'universo.
Nel 2018, in un'intervista al giornale statunitense “Pioneer Press”, Sáenz ha dichiarato che il seguito del tanto amato romanzo non si sarebbe intitolato There will be other summers, come lui stesso aveva accennato in precedenza, ma non ha voluto svelare il nuovo titolo. Inoltre ha parlato anche dei temi principali del sequel che saranno la crescita dei personaggi e il modo in cui il loro amore li ha trasformati. L'autore ha rivelato che darà ampio spazio anche alla storia di Bernardo, il fratello del protagonista, approfondendo il motivo per cui è finito in prigione e raccontando il complesso rapporto con la famiglia, che ha avuto pesanti conseguenze nel modo in cui i genitori si sono occupati di Aristotele.
L'anno successivo, nel 2019, lo scrittore ha rilasciato un'intervista al quotidiano francese “Le Monde”, nella quale ad una domanda riguardante il sequel, ha risposto di essere arrivato ad un buon punto della stesura e che l'avrebbe terminato di lì a poco.
Nel 2020, in un'intervista al giornale “El Paso Times” ha dichiarato di aver terminato la scrittura del sequel, del quale però non ha ancora rivelato il titolo.
Nel febbraio 2021, Sáenz ha annunciato su Twitter che il sequel, intitolato Aristotle and Dante dive into the waters of the world  sarà pubblicato il 12 ottobre 2021 dalla casa editrice Simon & Schuster.

## Adattamento cinematografico
Nel 2022 Aitch Alberto ha scritto e diretto l'omonimo adattamento cinematografico del romanzo.